# Campionato europeo femminile under 19 di pallavolo 2022
Il campionato europeo femminile under 19 di pallavolo 2022 si è svolto dal 27 agosto al 4 settembre 2022 a Skopje, in Macedonia del Nord: al torneo hanno partecipato dodici squadre nazionali under 19 europee e la vittoria finale è andata per l'ottava volta all'Italia.

## Impianti
|                                                                                      |                                                                                    |  |
|                                                                                      |                                                                                    |  |
| Sportski centar Boris Trajkovski Città: Skopje Capienza: 8 000 Anno d'apertura: 2008 | Sportski centar Jane Sandanski Città: Skopje Capienza: 6 500 Anno d'apertura: 2014 |  |

## Regolamento

### Formula
La formula ha previsto:
- Fase a gironi, disputata con girone all'italiana: le prime due classificate di ogni girone hanno acceduto alla fase finale per il primo posto, mentre la terza e la quarta classificata di ogni girone hanno acceduto alla fase finale per il quinto posto.
- Fase finale per il primo posto, disputata con semifinali, finale per il terzo posto e finale.
- Fase finale per il quinto posto, disputata con semifinali, finale per il settimo posto e finale per il quinto posto.

### Criteri di classifica
Se il risultato finale è stato di 3-0 o 3-1 sono stati assegnati 3 punti alla squadra vincente e 0 a quella sconfitta, se il risultato finale è stato di 3-2 sono stati assegnati 2 punti alla squadra vincente e 1 a quella sconfitta.
L'ordine del posizionamento in classifica è stato definito in base a:
- Numero di partite vinte;
- Punti;
- Ratio dei set vinti/persi;
- Ratio dei punti realizzati/subiti;
- Risultati degli scontri diretti.

## Squadre partecipanti
| Squadra            | Qualificazione                            | Ultima partecipazione                 |
| ------------------ | ----------------------------------------- | ------------------------------------- |
| Croazia            | 1ª al torneo di qualificazione (girone B) | / Bosnia ed Erzegovina e Croazia 2020 |
| Finlandia          | 1ª al torneo di qualificazione (girone K) | / Estonia e Finlandia 2014            |
| Grecia             | 1ª al torneo di qualificazione (girone E) | / Estonia e Finlandia 2014            |
| Italia             | 1ª al torneo di qualificazione (girone A) | Albania 2018                          |
| Macedonia del Nord | Paese organizzatore                       | Debutto                               |
| Paesi Bassi        | 1ª al torneo di qualificazione (girone J) | Albania 2018                          |
| Polonia            | 1ª al torneo di qualificazione (girone G) | / Bosnia ed Erzegovina e Croazia 2020 |
| Romania            | 1ª al torneo di qualificazione (girone C) | Turchia 1996                          |
| Serbia             | 1ª al torneo di qualificazione (girone H) | / Bosnia ed Erzegovina e Croazia 2020 |
| Slovenia           | 1ª al torneo di qualificazione (girone D) | / Estonia e Finlandia 2014            |
| Svizzera           | 1ª al torneo di qualificazione (girone F) | Slovacchia 2004                       |
| Turchia            | 1ª al torneo di qualificazione (girone I) | / Bosnia ed Erzegovina e Croazia 2020 |

## Torneo

### Fase a gironi
| Girone I           | Girone II   |
| ------------------ | ----------- |
| Finlandia          | Croazia     |
| Grecia             | Paesi Bassi |
| Italia             | Romania     |
| Macedonia del Nord | Serbia      |
| Polonia            | Svizzera    |
| Slovenia           | Turchia     |

#### Girone I

##### Risultati
| 27 agosto 2022 Sportski centar Boris Trajkovski, Skopje Durata: 1h:36 - Spettatori: 50     | Italia             | 3 - 1 | Slovenia           | 25-19, 18-25, 25-21, 25-14        |
| 27 agosto 2022 Sportski centar Boris Trajkovski, Skopje Durata: 1h:25 - Spettatori: 50     | Polonia            | 3 - 0 | Grecia             | 25-16, 28-26, 25-19               |
| 27 agosto 2022 Sportski centar Boris Trajkovski, Skopje Durata: 1h:08 - Spettatori: 500    | Finlandia          | 3 - 0 | Macedonia del Nord | 25-10, 25-19, 25-20               |
| 28 agosto 2022 Sportski centar Boris Trajkovski, Skopje Durata: 1h:28 - Spettatori: 70     | Italia             | 3 - 0 | Polonia            | 25-18, 25-23, 25-23               |
| 28 agosto 2022 Sportski centar Boris Trajkovski, Skopje Durata: 1h:58 - Spettatori: 60     | Grecia             | 2 - 3 | Finlandia          | 25-18, 17-25, 25-22, 22-25, 5-15  |
| 28 agosto 2022 Sportski centar Boris Trajkovski, Skopje Durata: 1h:25 - Spettatori: 600    | Slovenia           | 3 - 0 | Macedonia del Nord | 25-13, 25-20, 25-14               |
| 29 agosto 2022 Sportski centar Boris Trajkovski, Skopje Durata: 1h:06 - Spettatori: 50     | Finlandia          | 0 - 3 | Italia             | 17-25, 19-25, 18-25               |
| 29 agosto 2022 Sportski centar Boris Trajkovski, Skopje Durata: 1h:17 - Spettatori: 60     | Polonia            | 3 - 0 | Slovenia           | 25-23, 25-17, 25-22               |
| 29 agosto 2022 Sportski centar Boris Trajkovski, Skopje Durata: 1h:16 - Spettatori: 650    | Macedonia del Nord | 0 - 3 | Grecia             | 17-25, 19-25, 17-25               |
| 31 agosto 2022 Sportski centar Boris Trajkovski, Skopje Durata: 2h:10 - Spettatori: 60     | Polonia            | 3 - 2 | Finlandia          | 21-25, 25-23, 23-25, 25-16, 15-12 |
| 31 agosto 2022 Sportski centar Boris Trajkovski, Skopje Durata: 1h:21 - Spettatori: 85     | Slovenia           | 3 - 0 | Grecia             | 25-23, 29-27, 25-18               |
| 31 agosto 2022 Sportski centar Boris Trajkovski, Skopje Durata: 0h:56 - Spettatori: 300    | Italia             | 3 - 0 | Macedonia del Nord | 25-13, 25-7, 25-14                |
| 1º settembre 2022 Sportski centar Boris Trajkovski, Skopje Durata: 1h:13 - Spettatori: 40  | Finlandia          | 0 - 3 | Slovenia           | 20-25, 17-25, 19-25               |
| 1º settembre 2022 Sportski centar Boris Trajkovski, Skopje Durata: 1h:08 - Spettatori: 30  | Grecia             | 0 - 3 | Italia             | 16-25, 18-25, 19-25               |
| 1º settembre 2022 Sportski centar Boris Trajkovski, Skopje Durata: 1h:06 - Spettatori: 300 | Macedonia del Nord | 0 - 3 | Polonia            | 8-25, 8-25, 18-25                 |

##### Classifica
| Pos. | Squadra            | Pt | G | V | P | SV | SP | Ratio  | PF  | PS  | Ratio |
| ---- | ------------------ | -- | - | - | - | -- | -- | ------ | --- | --- | ----- |
| 1.   | Italia             | 15 | 5 | 5 | 0 | 15 | 1  | 15,000 | 393 | 284 | 1,384 |
| 2.   | Polonia            | 11 | 5 | 4 | 1 | 12 | 5  | 2,400  | 401 | 333 | 1,204 |
| 3.   | Slovenia           | 9  | 5 | 3 | 2 | 10 | 6  | 1,667  | 370 | 339 | 1,091 |
| 4.   | Finlandia          | 6  | 5 | 2 | 3 | 8  | 11 | 0,727  | 391 | 402 | 0,973 |
| 5.   | Grecia             | 4  | 5 | 1 | 4 | 5  | 12 | 0,417  | 351 | 390 | 0,900 |
| 6.   | Macedonia del Nord | 0  | 5 | 0 | 5 | 0  | 15 | 0,000  | 217 | 375 | 0,579 |

      Qualificata alle semifinali per il primo posto.
      Qualificata alle semifinali per il quinto posto.

#### Girone II

##### Risultati
| 27 agosto 2022 Sportski centar Jane Sandanski, Skopje Durata: 0h:59 - Spettatori: 50     | Serbia      | 3 - 0 | Svizzera    | 25-20, 25-11, 25-9         |
| 27 agosto 2022 Sportski centar Jane Sandanski, Skopje Durata: 1h:12 - Spettatori: 40     | Turchia     | 0 - 3 | Paesi Bassi | 21-25, 19-25, 24-26        |
| 27 agosto 2022 Sportski centar Jane Sandanski, Skopje Durata: 1h:13 - Spettatori: 40     | Croazia     | 3 - 0 | Romania     | 26-24, 25-21, 25-14        |
| 28 agosto 2022 Sportski centar Jane Sandanski, Skopje Durata: 0h:58 - Spettatori: 50     | Paesi Bassi | 3 - 0 | Svizzera    | 25-20, 25-12, 25-15        |
| 28 agosto 2022 Sportski centar Jane Sandanski, Skopje Durata: 1h:15 - Spettatori: 40     | Romania     | 0 - 3 | Serbia      | 18-25, 27-29, 12-25        |
| 28 agosto 2022 Sportski centar Jane Sandanski, Skopje Durata: 1h:10 - Spettatori: 40     | Turchia     | 3 - 0 | Croazia     | 25-22, 25-20, 25-18        |
| 29 agosto 2022 Sportski centar Jane Sandanski, Skopje Durata: 1h:14 - Spettatori: 32     | Svizzera    | 0 - 3 | Romania     | 22-25, 17-25, 13-25        |
| 29 agosto 2022 Sportski centar Jane Sandanski, Skopje Durata: 1h:34 - Spettatori: 50     | Croazia     | 1 - 3 | Paesi Bassi | 17-25, 25-23, 24-26, 16-25 |
| 29 agosto 2022 Sportski centar Jane Sandanski, Skopje Durata: 1h:16 - Spettatori: 85     | Serbia      | 3 - 0 | Turchia     | 25-23, 25-17, 25-21        |
| 31 agosto 2022 Sportski centar Jane Sandanski, Skopje Durata: 1h:14 - Spettatori: 40     | Paesi Bassi | 3 - 0 | Romania     | 25-20, 25-21, 25-23        |
| 31 agosto 2022 Sportski centar Jane Sandanski, Skopje Durata: 1h:07 - Spettatori: 30     | Turchia     | 3 - 0 | Svizzera    | 25-12, 25-20, 25-17        |
| 31 agosto 2022 Sportski centar Jane Sandanski, Skopje Durata: 1h:07 - Spettatori: 60     | Croazia     | 0 - 3 | Serbia      | 19-25, 22-25, 12-25        |
| 1º settembre 2022 Sportski centar Jane Sandanski, Skopje Durata: 1h:38 - Spettatori: 20  | Romania     | 1 - 3 | Turchia     | 27-25, 20-25, 15-25, 11-25 |
| 1º settembre 2022 Sportski centar Jane Sandanski, Skopje Durata: 1h:09 - Spettatori: 100 | Serbia      | 3 - 0 | Paesi Bassi | 25-22, 25-17, 25-19        |
| 1º settembre 2022 Sportski centar Jane Sandanski, Skopje Durata: 1h:27 - Spettatori: 47  | Svizzera    | 1 - 3 | Croazia     | 15-25, 27-25, 15-25, 14-25 |

##### Classifica
| Pos. | Squadra     | Pt | G | V | P | SV | SP | Ratio | PF  | PS  | Ratio |
| ---- | ----------- | -- | - | - | - | -- | -- | ----- | --- | --- | ----- |
| 1.   | Serbia      | 15 | 5 | 5 | 0 | 15 | 0  | MAX   | 379 | 269 | 1,409 |
| 2.   | Paesi Bassi | 12 | 5 | 4 | 1 | 12 | 4  | 3,000 | 383 | 332 | 1,152 |
| 3.   | Turchia     | 9  | 5 | 3 | 2 | 9  | 7  | 1,286 | 375 | 333 | 1,126 |
| 4.   | Croazia     | 6  | 5 | 2 | 3 | 7  | 10 | 0,700 | 371 | 379 | 0,979 |
| 5.   | Romania     | 3  | 5 | 1 | 4 | 4  | 12 | 0,333 | 328 | 382 | 0,859 |
| 6.   | Svizzera    | 0  | 5 | 0 | 5 | 1  | 15 | 0,067 | 259 | 400 | 0,648 |

      Qualificata alle semifinali per il primo posto.
      Qualificata alle semifinali per il quinto posto.

### Fase finale

#### Finali 1º e 3º posto
|  | Semifinali | Semifinali  | Semifinali |                 |    | Finale | Finale      | Finale |
|  |            |             |            |                 |    |        |             |        |
|  | 1I         | Italia      | 3          |                 |    |        |             |        |
|  | 1I         | Italia      | 3          |                 |    |        |             |        |
|  | 2II        | Paesi Bassi | 0          |                 |    |        |             |        |
|  | 2II        | Paesi Bassi | 0          |                 | 1I | Italia | 3           |        |
|  |            |             |            |                 | 1I | Italia | 3           |        |
|  |            |             |            |                 |    | 1II    | Serbia      | 2      |
|  | 1II        | Serbia      | 3          |                 |    | 1II    | Serbia      | 2      |
|  | 1II        | Serbia      | 3          |                 |    |        |             |        |
|  | 2I         | Polonia     | 0          |                 |    |        |             |        |
|  | 2I         | Polonia     | 0          | Finale 3° posto |    |        |             |        |
|  |            |             |            |                 |    |        |             |        |
|  |            |             |            |                 |    | 2II    | Paesi Bassi | 1      |
|  |            |             |            |                 |    | 2II    | Paesi Bassi | 1      |
|  |            |             |            |                 |    | 2I     | Polonia     | 3      |

##### Semifinali
| 3 settembre 2022 Sportski centar Boris Trajkovski, Skopje Durata: 1h:12 - Spettatori: 250 | Italia | 3 - 0 | Paesi Bassi | 25-21, 25-21, 25-16 |
| 3 settembre 2022 Sportski centar Boris Trajkovski, Skopje Durata: 1h:06 - Spettatori: 250 | Serbia | 3 - 0 | Polonia     | 25-21, 25-9, 25-18  |

##### Finale 3º posto
| 4 settembre 2022 Sportski centar Boris Trajkovski, Skopje Durata: 1h:42 - Spettatori: 110 | Paesi Bassi | 1 - 3 | Polonia | 16-25, 26-24, 25-27, 21-25 |

##### Finale
| 4 settembre 2022 Sportski centar Boris Trajkovski, Skopje Durata: 2h:05 - Spettatori: 1 500 | Italia | 3 - 2 | Serbia | 17-25, 27-25, 25-21, 15-25, 17-15 |

#### Finali 5º e 7º posto
|  | Semifinali | Semifinali | Semifinali |                 |     | Finale 5º posto | Finale 5º posto | Finale 5º posto |
|  |            |            |            |                 |     |                 |                 |                 |
|  | 3I         | Slovenia   | 2          |                 |     |                 |                 |                 |
|  | 3I         | Slovenia   | 2          |                 |     |                 |                 |                 |
|  | 4II        | Croazia    | 3          |                 |     |                 |                 |                 |
|  | 4II        | Croazia    | 3          |                 | 4II | Croazia         | 0               |                 |
|  |            |            |            |                 | 4II | Croazia         | 0               |                 |
|  |            |            |            |                 |     | 3II             | Turchia         | 3               |
|  | 3II        | Turchia    | 3          |                 |     | 3II             | Turchia         | 3               |
|  | 3II        | Turchia    | 3          |                 |     |                 |                 |                 |
|  | 4I         | Finlandia  | 0          |                 |     |                 |                 |                 |
|  | 4I         | Finlandia  | 0          | Finale 7º posto |     |                 |                 |                 |
|  |            |            |            |                 |     |                 |                 |                 |
|  |            |            |            |                 |     | 3I              | Slovenia        | 3               |
|  |            |            |            |                 |     | 3I              | Slovenia        | 3               |
|  |            |            |            |                 |     | 4I              | Finlandia       | 0               |

##### Semifinali
| 3 settembre 2022 Sportski centar Jane Sandanski, Skopje Durata: 2h:00 - Spettatori: 28 | Slovenia | 2 - 3 | Croazia   | 25-18, 19-25, 25-12, 27-29, 17-19 |
| 3 settembre 2022 Sportski centar Jane Sandanski, Skopje Durata: 0h:56 - Spettatori: 32 | Turchia  | 3 - 0 | Finlandia | 25-13, 25-16, 25-8                |

##### Finale 7º posto
| 4 settembre 2022 Sportski centar Jane Sandanski, Skopje Durata: 1h:03 - Spettatori: 20 | Slovenia | 3 - 0 | Finlandia | 26-24, 25-9, 25-10 |

##### Finale 5º posto
| 4 settembre 2022 Sportski centar Jane Sandanski, Skopje Durata: 1h:11 - Spettatori: 30 | Croazia | 0 - 3 | Turchia | 21-25, 21-25, 20-25 |

## Classifica finale
| Pos     | Squadra            | Rosa |
| ------- | ------------------ | --- |
| Oro     | Italia             | Formazione: 1 Acciarri, 2 Modesti , 3 Giuliani , 4 Adriano, 5 Munarini, 6 Batte, 7 Viscioni , 9 Ribechi, 10 Passaro , 13 Gambini, 14 Esposito , 15 Ituma, 17 Atamah, 20 Bardaro , CT: Mencarelli                          |
| Argento | Serbia             | Formazione: 1 Baić, 2 Mandović, 4 Šućurović, 6 Kurtagić, 7 Zelenović, 8 Pakić, 9 Tomić, 11 Zubić, 13 Popović, 14 Uzelac, 15 Župić, 17 Vajagić, 18 Ivković, 25 Kirov, CT: Vasović                                          |
| Bronzo  | Polonia            | Formazione: 1 Kubas, 3 Staniszewska, 4 Janicka, 7 Bandurska, 8 Podlaska, 10 Kecher, 11 Łyduch, 13 Nastawska, 14 Moszyńska, 15 Musiał, 16 Wacławczyk, 17 Jankowska, 20 Szewczyk, 21 Latos, CT: Popik                       |
| 4.      | Paesi Bassi        | Formazione: 1 Molenaar, 2 Konijnenberg, 3 de Vos, 5 Gerritsen, 6 Ten Brinke, 7 Meering, 9 Mourits, 10 Kok , 11 Silderhuis, 12 Leemreize, 13 Buchwald, 14 van de Vosse, 15 Radstake , 22 Wagener, CT: Meijer               |
| 5.      | Turchia            | Formazione: 1 Narlıoğlu, 2 Kıran, 3 Ege, 4 Yeşilırmak, 5 Bükmen, 6 Özden, 10 Özdemir, 11 Mumcular, 13 Mallı, 14 Eroktay, 15 Demir, 16 Aygün, 17 Durgun, 18 Ince, CT: Yazıcıoğulları                                       |
| 6.      | Croazia            | Formazione: 1 Kovčo, 2 Petriško, 3 Lulić, 4 Weinand, 6 Zajec, 7 Brkičić, 8 Ćubelić, 9 Trcol, 10 Tabak, 11 Burilović, 12 Štiglić, 13 Lijić, 14 Škoro, 15 Papac, CT: Ivanišević                                             |
| 7.      | Slovenia           | Formazione: 2 Cikač, 4 Škoflek, 5 Leban, 7 Gorjup, 9 Godec, 14 Ramić, 15 Milošič, 17 Čižman, 18 Halužan Sagadin, 20 Koren, 21 Vidali, 22 Gornjec Hodnik, 23 Frelih, 24 Svetina, CT: Miklavc                               |
| 8.      | Finlandia          | Formazione: 1 Help, 2 Rasinperä, 6 Tarkiainen, 8 Pöllänen, 9 Peltomaa, 10 Kallinen, 11 Mäkikyrö, 12 Kujala, 14 Joki, 15 Jäppinen, 16 Ahtola, 17 Kastarinen, 22 Heikkinen, 25 Räsänen, CT: Buser                           |
| 9.      | Grecia             | Formazione: 1 Tanī, 2 Mprouma, 3 Zafeiriou, 5 Papadopoulou, 6 Kampourī, 7 Merodoulakī, 8 Gravarī, 11 Korre, 12 Euaggeliou, 14 Syristatidī, 15 Kominī, 17 Allagiannī, 18 Dīmītrakakou, 20 Aggelopoulou, CT: Giannakopoulos |
| 10.     | Romania            | Formazione: 1 Vizitiu, 2 Dumitru, 4 Gheți, 5 Cristea, 7 Nemeș, 8 Grama, 9 Axinte, 11 Badiu-Savu, 13 Parv, 16 Iliescu, 17 Vîrlan, 18 Ion, 19 Cheluță, 22 Iancu, CT: Macarie                                                |
| 11.     | Svizzera           | Formazione: 4 Monge, 5 Heim, 6 Delley, 7 Haegele, 9 Bögli, 10 Mico, 11 Stäuble, 12 Lüthi, 13 Kneubühler, 15 Wenger, 17 Zoller, 18 Stewart, 19 Lengweiler, 21 Schenker, CT: Strohm                                         |
| 12.     | Macedonia del Nord | Formazione: 1 Janičiḱ, 2 Boškovska, 3 Anteska, 4 Paketova, 6 Pandeva, 7 Hadži Toseva, 8 Cvetanovska, 10 Doldurova, 12 Vakuvska, 13 Ǵorgievska, 14 Ovnarska, 17 Vela, 18 Stojkoska, 19 Stankovska, CT: Paunović            |

|  |  | Qualificata al Campionato mondiale under 21 2023 |

## Premi individuali
| Premio                 | Nome                  | Squadra |
| ---------------------- | --------------------- | ------- |
| MVP                    | Julia Ituma           | Italia  |
| Miglior palleggiatrice | Nina Mandović         | Serbia  |
| Miglior opposto        | Jovana Zelenović      | Serbia  |
| Miglior schiacciatrice | Karolina Staniszewska | Polonia |
| Miglior schiacciatrice | Aleksandra Uzelac     | Serbia  |
| Miglior centrale       | Nausica Acciarri      | Italia  |
| Miglior centrale       | Hena Kurtagić         | Serbia  |
| Miglior libero         | Manuela Ribechi       | Italia  |

## Statistiche
| Rendimento individuale | Rendimento individuale | Rendimento individuale | Rendimento individuale |
| Pos.                   | Nome                   | Punti                  | Squadra                |
| ---------------------- | ---------------------- | ---------------------- | ---------------------- |
| 1                      | Karolina Staniszewska  | 101                    | Polonia                |
| 2                      | Julia Ituma            | 93                     | Italia                 |
| 3                      | Ana Burilović          | 91                     | Croazia                |
| 3                      | Nicole van de Vosse    | 91                     | Paesi Bassi            |
| 5                      | Marije Ten Brinke      | 89                     | Paesi Bassi            |
| 6                      | Selena Leban           | 85                     | Slovenia               |
| 7                      | Ege Bükmen             | 84                     | Turchia                |
| 8                      | Aleksandra Uzelac      | 79                     | Serbia                 |
| 9                      | Nika Milošič           | 77                     | Slovenia               |
| 9                      | Mara Štiglić           | 77                     | Croazia                |

| Attacchi vincenti | Attacchi vincenti     | Attacchi vincenti | Attacchi vincenti |
| Pos.              | Nome                  | Punti             | Squadra           |
| ----------------- | --------------------- | ----------------- | ----------------- |
| 1                 | Karolina Staniszewska | 87                | Polonia           |
| 2                 | Julia Ituma           | 78                | Italia            |
| 3                 | Ana Burilović         | 75                | Croazia           |
| 4                 | Ege Bükmen            | 73                | Turchia           |
| 5                 | Selena Leban          | 66                | Slovenia          |
| 5                 | Nicole van de Vosse   | 66                | Paesi Bassi       |
| 7                 | Barbara Latos         | 64                | Polonia           |
| 8                 | Mara Štiglić          | 63                | Croazia           |
| 8                 | Una Vajagić           | 63                | Serbia            |
| 10                | Oona Rasinperä        | 62                | Finlandia         |

| Muri vincenti | Muri vincenti       | Muri vincenti | Muri vincenti |
| Pos.          | Nome                | Punti         | Squadra       |
| ------------- | ------------------- | ------------- | ------------- |
| 1             | Viktoria Trcol      | 34            | Croazia       |
| 2             | Nika Milošič        | 32            | Slovenia      |
| 3             | Bengisu Aygün       | 29            | Turchia       |
| 4             | Hena Kurtagić       | 28            | Serbia        |
| 5             | Marije Ten Brinke   | 25            | Paesi Bassi   |
| 6             | Bianka Listes Lulić | 20            | Croazia       |
| 7             | Natalia Kecher      | 19            | Polonia       |
| 7             | Berka Özden         | 19            | Turchia       |
| 9             | Errika Gravari      | 18            | Grecia        |
| 10            | Nicole Modesti      | 15            | Italia        |

| Battute vincenti | Battute vincenti    | Battute vincenti | Battute vincenti |
| Pos.             | Nome                | Punti            | Squadra          |
| ---------------- | ------------------- | ---------------- | ---------------- |
| 1                | Dilay Özdemir       | 17               | Turchia          |
| 2                | Nicole van de Vosse | 15               | Paesi Bassi      |
| 3                | Aleksandra Uzelac   | 14               | Serbia           |
| 4                | Sanne Konijnenberg  | 11               | Paesi Bassi      |
| 4                | Neja Vidali         | 11               | Slovenia         |
| 4                | Giulia Viscioni     | 11               | Italia           |
| 7                | Ana Burilović       | 10               | Croazia          |
| 7                | Neja Čižman         | 10               | Slovenia         |
| 7                | Selena Leban        | 10               | Slovenia         |
| 7                | Mara Štiglić        | 10               | Croazia          |
| 7                | Marije Ten Brinke   | 10               | Paesi Bassi      |